# Mariatou Diarra
Mariatou Diarra (arabisch مارياتو ديارا; * 20. November 1985 in Bamako) ist eine malische Basketballspielerin.
Sie spielt im Senegal bei Cheikh Anta Diop University (Dakar Université Club) und vertrat Mali bei den Olympischen Sommerspielen 2008 in Peking.